# Gerd Albrecht
Gerd Albrecht (Essen, 19 de julho de 1935 — 2 de fevereiro de 2014) foi um maestro alemão.
Foi o ganhador do primeiro prêmio da Competição Internacional de Maestros em Besançon aos vinte e dois anos. Seu primeiro posto foi como repetiteur na Ópera Estatal de Stuttgart. Depois disso foi Kapellmeister no Teatro Municipal de Mainz e diretor musical geral em Lübeck. Ele também serviu como maestro da Ópera Alemã de Berlim, Orquestra Tonhalle de Zurique e Ópera Estatal de Hamburgo.